# كالينينسك
كالينينسك (بالروسية: Калининск) هي إحدى مدن روسيا في الكيان الفدرالي الروسي ساراتوف أوبلاست.